# Selva del Napo
La selva del Napo (NT0142) es una ecorregión en la selva amazónica occidental de Colombia, Ecuador y Perú.

## Geografía

### Localización
La ecorregión de bosques húmedos o selvas del Napo cubre parte de la cuenca del Amazonas al este de los Andes en el norte de Perú, el este de Ecuador y el sur de Colombia. Tiene una superficie de 25,174,684 hectáreas. La ecorregión se extiende desde las estribaciones de los Andes en el oeste casi hasta la ciudad de Iquitos, Perú en el este, donde se unen los ríos Napo y Solimões (Alto Amazonas).
En el extremo noroeste, la ecorregión se convierte en bosques montanos de la Cordillera Oriental hacia el oeste. De lo contrario, pasa a los bosques montanos de la Cordillera Real Oriental en el oeste. Hacia el sur pasa a los bosques húmedos de Ucayali y a un amplio cinturón de Iquitos várzea a lo largo del río Marañón / Solimões. Hacia el este pasa a los bosques húmedos de Solimões-Japurá en el sur y los bosques húmedos de Caquetá en el norte. Los bosques húmedos de Napo contienen áreas de Iquitos várzea a lo largo de ríos en el sur y áreas de Purus várzea a lo largo de ríos en el norte.

### Fisiografía
Está formado por llanuras aluviales y colinas muy bajas. Al oeste limita con las estribaciones de los Andes. Se inclina suavemente desde elevaciones de 300 a 400 metros (980 a 1310 pies) en el oeste hasta elevaciones de 100 metros (330 pies) en el este. En las llanuras del norte, la tierra más alta se eleva a no más de 10 metros (33 pies) sobre el nivel del río. Los suelos incluyen material más antiguo del Escudo Guayanés mezclado con sedimentos cuaternarios arrastrados por los Andes.

### Clima
La ecorregión tiene un clima tropical húmedo. Las temperaturas medias anuales son 26 °C. En diferentes épocas del año, diferentes elevaciones y diferentes distancias del ecuador, las temperaturas mensuales pueden variar de 12 a 38 °C. La precipitación anual en el extremo occidental de la ecorregión es de hasta 4.000 milímetros, mientras que en el este es de 2.500 a 3.000 milímetros, todavía un nivel muy alto. Hay una estación "seca" con bastante menos lluvia que en otras épocas del año. En una ubicación de muestra en 1,75 ° S 75,75 ° W, la clasificación climática de Köppen es "Af": ecuatorial, completamente húmedo. En este lugar, las temperaturas medias mensuales oscilan entre los 25 °C en julio y los 26,9 °C en noviembre. La precipitación total anual es de aproximadamente 3250 milímetros La precipitación mensual varía de 193,7 milímetros en diciembre a 366,9 milímetros en mayo.

## Ecología

### Flora
En un área de 1 hectárea de la selva de Napo se han contado más de 310 especies de árboles. La Reserva de la Biosfera Yasuní contiene alrededor de 4.000 especies de plantas. Se han reportado 138 especies de orquídeas por debajo de los 300 metros (980 pies) de altitud en Ecuador.

### Fauna
La Reserva de la Biosfera Yasuní tiene al menos 70 especies de mamíferos. Esto incluye 13 especies de primates, incluido el mono lanudo plateado (Lagothrix poeppigii), el aullador rojo venezolano (Alouatta seniculus), el mono araña de vientre blanco (Ateles belzebuth) y el monje saki (Pithecia monachus). Otros mamíferos incluyen el tapir sudamericano (Tapirus terrestris), el pecarí de labios blancos (Tayassu pecari), el jaguar (Panthera onca), el delfín del río Amazonas (Inia geoffrensis), el tucuxi (Sotalia fluviatilis) y la nutria gigante (Pteronura brasiliensis).  La región es el hogar del murciélago espectral (espectro de Vampyrum), el murciélago más grande del Nuevo Mundo. Los mamíferos en peligro de extinción incluyen el mono araña de vientre blanco (Ateles belzebuth), la nutria gigante (Pteronura brasiliensis) y el tapir de montaña (Tapirus pinchaque).
La Reserva de la Biosfera Yasuní tiene más de 400 especies de peces.  Los anfibios en peligro de extinción incluyen Hemiphractus johnsoni (rana arborícola cornuda de Johnson), Hyloxalus cevallosi (rana cohete de Palanda) y Pristimantis festae.
La Reserva de la Biosfera Yasuní tiene más de 500 especies de aves. Entre las aves en peligro de extinción se incluyen el paujil barbudo (Crax globulosa).